# Олимпийский комитет Гватемалы
Олимпийский комитет Гватемалы (исп. Comité Olímpico Guatemalteco; уникальный код МОК — GUA) — организация, представляющая Гватемалу в международном олимпийском движении. Штаб-квартира расположена в городе Гватемала. Комитет основан в 1947 году, в том же году был принят в МОК, является членом ПАСО, организует участие спортсменов из Гватемалы в Олимпийских, Панамериканских играх и других международных соревнованиях.

## Отстранение
15 октября 2022 года Международный Олимпийский комитет временно приостановил деятельность Олимпийского комитета Гватемалы в связи с тем, что ранее Конституционный суд страны приостановил действия устава и регламента национального комитета, что противоречит Олимпийской хартии.